# Tofiq Bəhramov Stadion
Tofiq Bəhramov Stadion (azeri: Tofiq Bəhramov adına Respublika Stadionu) er et multifunktions-stadion i Baku i Aserbajdsjan. Det benyttes hovedsageligt til at afholde fodboldkampe, og er hjemmebane for Neftci Baku, FK Inter Baku og indtil 2015 Aserbajdsjans fodboldlandshold.

## Historie
Stadionet opførtes i 1951, selvom det påbegyndtes allerede før 2. verdenskrig i 1939, hvor byggeriet dog indstilledes. Da opførslen genoptogs efter krigen blev det færdigbygget af tyske krigsfanger. Oprindeligt blev stadionet navngivet efter Stalin, og plænen var formgivet som et C (det kyrilliske S, forbogstavet i Cтaлин – Stalin). I 1956 ændrede stadionet navn til Lenin, men i 1993 fik stadionet sit nuværende navn efter den kendte fodbolddommer Tofiq Bəhramov, som døde samme år.

## Eurovision Song Contest 2012
Den 19. maj 2011 oplyste organisatørerne af Eurovision Song Contest i Aserbajdsjan, at de overvejer at benytte stadionet til at afholde Eurovision Song Contest 2012.